# Piëch Automotive

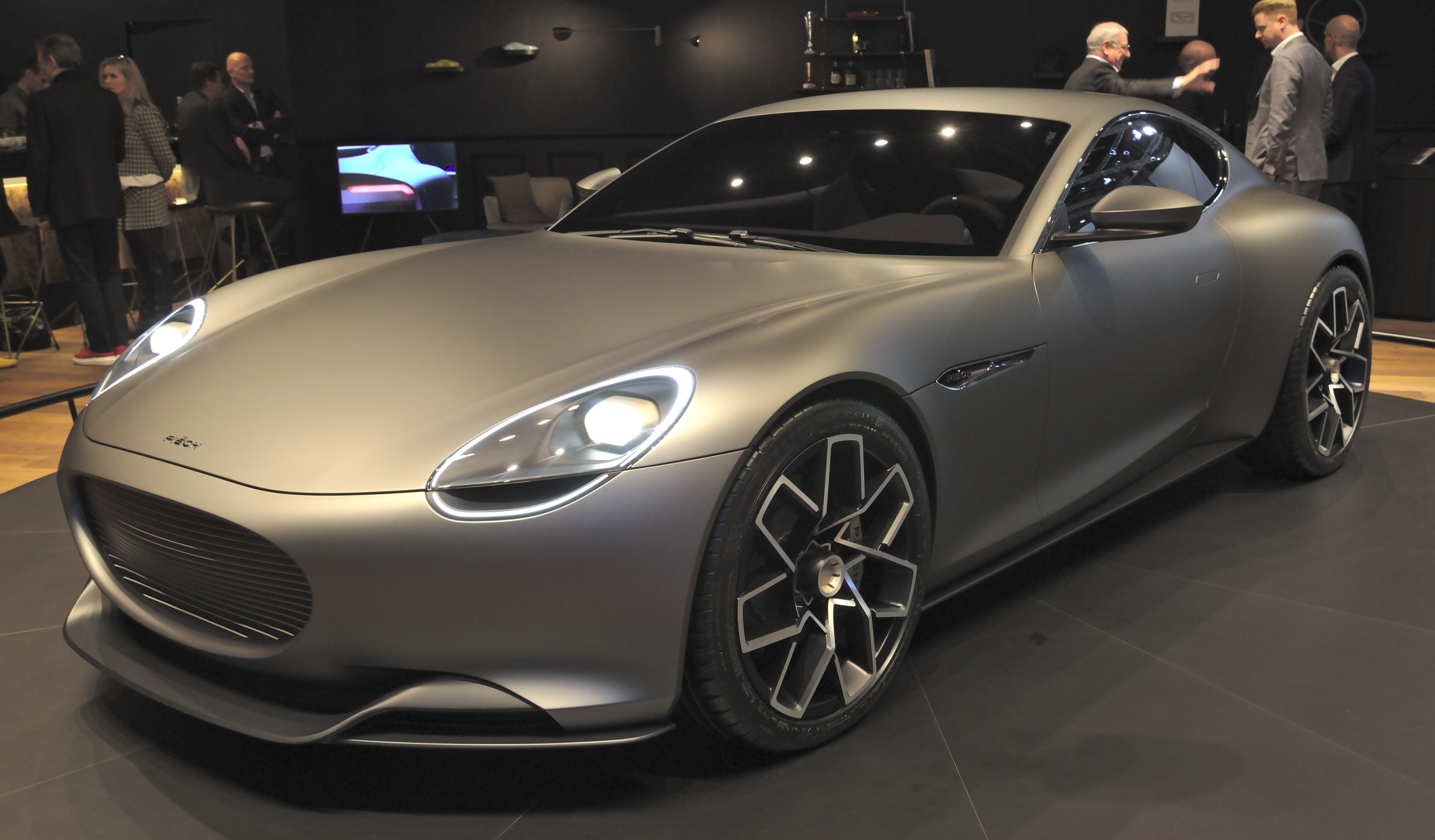
Piëch Mark Zero GT

Piëch Automotive AG – szwajcarski producent elektrycznych samochodów sportowych z siedzibą w Zurychu działający od 2017 roku.

## Historia
W 2017 roku w szwajcarskim Zurychu zostało założone motoryzacyjne przedsiębiorstwo Piëch Automotive z inicjatywy austriackiego przedsiębiorcy Antona Piëcha, syna byłego prezesa Volkswagena Ferdinand Piëcha, a także szwajcarskiego projektanta Rea Starka Rajcica.
Podczas marcowego Geneva Motor Show 2019 Piëch Automotive przedstawiło pierwszy pojazd tej szwajcarskiej marki pod postacią elektrycznego samochodu sportowego Piëch Mark Zero GT w postaci przedprodykcyjnej. Nowatorskim rozwiązaniem zastosowanym w pojeździe jest modułowa konstrukcja, która umożliwia wymianę nie tylko elementów oprogramowania, ale i napędu.
Piëch Automotive planował wstępnie rozpocząć seryjną produkcję seryjnego wariantu studium Mark Zero GT w 2022 roku w ramach partnerstwa, w którym to druga strona ma zapewnić m.in. linię produkcyjną. Produkcyjny model pod nazwą Piëch GT zadebiutował w październiku 2021, z planowaną datą rozpoczęcia produkcji wyznaczoną ostatecznie na 2024 rok. Planów tych nie udało się zrealizować, a dotychczasowy projekt modelu GT został całkowicie zarzucony. W czerwcu 2024 ogłoszono przyjęcie nowej koncepcji stylistycznej poprez kolejny prototyp, tym razem początek produkcji planując na nie szybciej niż 2028 rok.

## Modele samochodów

### Historyczne
- GT (2021)

### Studyjne
- Piëch Mark Zero GT (2019)
- Piëch GT (2024)